# Фонетическое слово
Фонети́ческое сло́во, или ритми́ческая гру́ппа:27 — самостоятельное слово с примыкающими к нему клитиками — служебными словами, не имеющими собственного ударения, для которых самостоятельное слово выступает опорным. Характеризуется наличием единственного словесного ударения:28, которое может падать как на самостоятельное, так и на служебное слово (в последнем случае говорят, что лишённое ударения самостоятельное слово является энклиноменом): рус. на горе́ — на́ гору.
С точки зрения фонетики фонетическое слово представляет собой группу слогов, объединённую одним ударением. Ударный слог объединяет слоги в рамках слова за счёт того, что характеристики гласных безударных слогов (качество, интенсивность, длительность) зависят от их положения по отношению к ударному слогу. Внутри фонетического слова действуют те же фонетические закономерности: ассимиляция, диссимиляция, — что и внутри любого слова.
Определение не требует от фонетического слова совпадения с орфографическим словом или словом как единицей в словаре.

## В русском языке
Считается, что в русском языке фонетическое слово не может включать более одного знаменательного слова. Однако существуют данные, согласно которым фонетическое противопоставление фонетического слова и сочетания двух самостоятельных слов может нейтрализоваться.